# Fado do Ciúme
Fado do Ciúme é um fado composto por Frederico Valério, escrito por Amadeu do Vale, e interpretado por Amália Rodrigues em meados do século XX. Foi um dos maiores êxitos da cantora na década de 1940. Foi a primeira música que cantou na primeira vez que atuou no Brasil, no Hotel Copacabana.
A música foi reinterpretada pelos Fado Bicha em 2022, sendo single do seu primeiro álbum "Ocupação".